# Prawybory prezydenckie Partii Republikańskiej w 2020 roku
Prawybory prezydenckie Partii Republikańskiej w 2020 roku – seria prawyborów, która wyłoniła delegatów na konwencję Partii Republikańskiej, aby uczestniczyli w wyborze kandydata Partii Republikańskiej w wyborach prezydenckich w Stanach Zjednoczonych. Wybierani delegaci byli przypisani do konkretnego kandydata, którego popierali. W wyniku prawyborów najwięcej delegatów pozyskał urzędujący prezydent Donald Trump, który na konwencji został wybrany oficjalnym kandydatem Partii Republikańskiej w wyborach prezydenckich w 2020 roku.

## Przebieg
Poszczególne wybory odbywały się w różnych terminach w poszczególnych stanach. Konwencja Partii Republikańskiej, na której oficjalnie miał zostać wyłoniony kandydat, była zaplanowana na 24–27 sierpnia 2020 w Charlotte w stanie Karolinie Północnej.
W kilku stanach władze partyjne odgórnie zapowiedziały, że nie przeprowadzą prawyborów i poprą kandydaturę urzędującego prezydenta Donalda Trumpa. Głosowanie powszechne nie odbyło się w następujących stanach lub terytoriach: Alaska, Arizona, Guam, Hawaje, Kansas, Dakota Północna, Karolina Południowa, Wyoming.
Donald Trump pozyskał najwięcej delegatów i na konwencji Partii Republikańskiej w sierpniu 2020 roku otrzymał oficjalną nominację na kandydata Partii Republikańskiej w wyborach prezydenckich w 2020 roku.

## Kandydaci

### Główni kandydaci
Powszechnie media wyróżniały ważnych kandydatów. Byli to kandydaci, którzy pełnili w przeszłości urząd członka gabinetu prezydenta, kongresmena Stanów Zjednoczonych, gubernatora lub burmistrza lub wielokrotnie byli uwzględniani w sondażach największych amerykańskich firm badających opinię publiczną.

#### Aktywni do końca kampanii prawyborczej
| Kandydat           | Data i miejsce urodzenia                        | Data rozpoczęcia kampanii | Doświadczenie                                                                              | Stan macierzysty | Logo kampanii | Stany i terytoria, w których znajdował się na liście kandydatów                                                               |
| ------------------ | ----------------------------------------------- | ------------------------- | ------------------------------------------------------------------------------------------ | ---------------- | ------------- | --- |
| Donald Trump       | 14 czerwca 1946(dts) Queens, Nowy Jork          | 20 stycznia 2017(dts)     | Prezydent Stanów Zjednoczonych (od 2017) Przedsiębiorca, właściciel The Trump Organization | Floryda          |               | 31 AL, AR, CA, CO, CT, IA, ID, IL, IN, KY, MA, MD, ME, MI, MN, MO, MS, NC, NH, NM, OK, OR, PA, RI, TN, TX, UT, VT, WA, WI, WV |
| Rocky De La Fuente | 10 października 1954(dts) San Diego, Kalifornia | 16 maja 2019(dts)         | Przedsiębiorca i deweloper                                                                 | Kalifornia       |               | 13 CA, CT, ID, IL, MA, MS, NH, OK, PA, RI, TX, VT, WV                                                                         |

#### Wycofani w trakcie prawyborów
| Kandydat  | Data i miejsce urodzenia                        | Data rozpoczęcia kampanii | Data zakończenia kampanii | Doświadczenie                                                                        | Stan macierzysty | Logo kampanii | Stany i terytoria, w których znajdował się na liście kandydatów                       |
| --------- | ----------------------------------------------- | ------------------------- | ------------------------- | ------------------------------------------------------------------------------------ | ---------------- | ------------- | ------------------------------------------------------------------------------------- |
| Bill Weld | 31 lipca 1945(dts) Smithtown, Nowy Jork         | 15 kwietnia 2019(dts)     | 18 marca 2020(dts)        | Gubernator Massachusetts (1991–1997) Prawnik                                         | Massachusetts    |               | 21 AL, AR, CA, CO, IA, ID, IN, MA, MD, MI, MO, MS, NC, NH, PA, RI, TN, TX, UT, VT, WV |
| Joe Walsh | 27 grudnia 1961(dts) North Barrington, Illinois | 25 sierpnia 2019(dts)     | 7 lutego 2020(dts)        | Członek Izby Reprezentantów z 8. okręgu stanu Illinois (2011–2013) Prezenter radiowy | Illinois         |               | 14 CA, CO, IA, ID, MA, MI, MO, NC, NH, OK, TN, TX, UT, WV                             |

#### Wycofani przed prawyborami
| Kandydat     | Data i miejsce urodzenia                   | Data rozpoczęcia kampanii | Data zakończenia kampanii | Doświadczenie | Stan macierzysty    | Logo kampanii | Stany i terytoria, w których znajdował się na liście kandydatów |
| ------------ | ------------------------------------------ | ------------------------- | ------------------------- | --- | ------------------- | ------------- | --------------------------------------------------------------- |
| Mark Sanford | 28 maja 1960(dts) Fort Lauderdale, Floryda | 8 września 2019(dts)      | 12 listopada 2019(dts)    | Członek Izby Reprezentantów z 1. okręgu stanu Karolina Południowa (1995–2001, 2013–2019) Gubernator Karoliny Południowej (2003–2011) Przedsiębiorca | Karolina Południowa |               | 1 MI                                                            |

### Pozostali

#### Zarejestrowani w przynajmniej dwóch stanach
Poniżej wymienieni zostali kandydaci, którzy byli zarejestrowani w kilku stanach, ale zyskali większego rozgłosu medialnego.
- Robert Ardini: (4) CA, CO, NH, UT
- Zoltan Istvan: (5) CA, CO, NH, OK, TX
- Matt Matern: (9) CA, CO, ID, MO, NH, OK, TX, UT, WV
- Bob Ely: (7) ID, MO, NH, OK, TX, UT, WV

#### Zarejestrowani tylko w jednym stanie
Poniżej wymienieni zostali kandydaci, którzy byli zarejestrowani w jednym stanie i nie zyskali większego rozgłosu medialnego.
- R. Boddie: NH
- Stephen B. Comley, Sr.: NH
- Larry Horn: NH
- Rick Kraft: NH
- Star Locke: NH
- Mary Maxwell: NH
- Eric Merrill: NH
- William N. Murphy: NH
- Juan Payne: NH

## Wyniki
Urzędujący prezydent Donald Trump wygrał głosowanie powszechne i zyskał poparcie wszystkich delegatów 2310. 157 delegatów miało wolny wybór na kogo oddać głos, ale było ich zbyt mało, by mogli wpłynąć na wynik wyborów.
| Kandydat                           | Głosy powszechne | Głosy powszechne | Pozyskani delegaci | Pozyskani delegaci | Głosy delegatów | Głosy delegatów | Wygrane stany i terytoria | Stany i terytoria, w których kandydował                                                                                       |
| Kandydat                           | Liczba           | %                | Liczba             | %                  | Liczba          | %               | Wygrane stany i terytoria | Stany i terytoria, w których kandydował                                                                                       |
| ---------------------------------- | ---------------- | ---------------- | ------------------ | ------------------ | --------------- | --------------- | --- | --- |
| Donald Trump                       | 18 159 752       | 93,99            | 2550               | 100                | 2550            | 100             | 31 AL, AR, CA, CO, CT, IA, ID, IL, IN, KY, MA, MD, ME, MI, MN, MO, MS, NC, NH, NM, OK, OR, PA, RI, TN, TX, UT, VT, WA, WI, WV | 31 AL, AR, CA, CO, CT, IA, ID, IL, IN, KY, MA, MD, ME, MI, MN, MO, MS, NC, NH, NM, OK, OR, PA, RI, TN, TX, UT, VT, WA, WI, WV |
| Bill Weld                          | 453 959          | 2,35             | –                  | –                  | –               | –               | – | 21 AL, AR, CA, CO, IA, ID, IN, MA, MD, MI, MO, MS, NC, NH, PA, RI, TN, TX, UT, VT, WV                                         |
| Joe Walsh                          | 173 519          | 0,9              | –                  | –                  | –               | –               | – | 14 CA, CO, IA, ID, MA, MI, MO, NC, NH, OK, TN, TX, UT, WV                                                                     |
| Rocky De La Fuente                 | 108 341          | 0,56             | –                  | –                  | –               | –               | – | 13 CA, CT, ID, IL, MA, MS, NH, OK, PA, RI, TX, VT, WV                                                                         |
| Matt Matern                        | 40 292           | 0,21             | –                  | –                  | –               | –               | – | 9 CA, CO, ID, MO, NH, OK, TX, UT, WV                                                                                          |
| Robert Ardini                      | 20 293           | 0,11             | –                  | –                  | –               | –               | – | 4 CA, CO, NH, UT |
| Zoltan Istvan                      | 14 291           | 0,07             | –                  | –                  | –               | –               | – | 5 CA, CO, NH, OK, TX |
| Bob Ely                            | 11 959           | 0,06             | –                  | –                  | –               | –               | – | 7 ID, MO, NH, OK, TX, UT, WV                                                                                                  |
| Mark Sanford                       | 4258             | 0,02             | –                  | –                  | –               | –               | – | 1 MI |
| Mary Maxwell                       | 929              | –                | –                  | –                  | –               | –               | – | 1 NH |
| Eric Merrill                       | 524              | –                | –                  | –                  | –               | –               | – | 1 NH |
| William N. Murphy                  | 447              | –                | –                  | –                  | –               | –               | – | 1 NH |
| Stephen Bradley Comley, Sr.        | 202              | –                | –                  | –                  | –               | –               | – | 1 NH |
| Rick Kraft                         | 109              | –                | –                  | –                  | –               | –               | – | 1 NH |
| Juan Payne                         | 83               | –                | –                  | –                  | –               | –               | – | 1 NH |
| R. Boddie                          | 72               | –                | –                  | –                  | –               | –               | – | 1 NH |
| Star Locke                         | 66               | –                | –                  | –                  | –               | –               | – | 1 NH |
| Larry Horn                         | 65               | –                | –                  | –                  | –               | –               | – | 1 NH |
| Pete Buttigieg (dopisany)          | 1136             | 0,01             | –                  | –                  | –               | –               | – | – |
| Amy Klobuchar (dopisana)           | 1076             | 0,01             | –                  | –                  | –               | –               | – | – |
| Michael Bloomberg (dopisany)       | 801              | –                | –                  | –                  | –               | –               | – | – |
| Bernie Sanders (dopisany)          | 753              | –                | –                  | –                  | –               | –               | – | – |
| Mitt Romney (dopisany)             | 632              | –                | –                  | –                  | –               | –               | – | – |
| Bill Weld (dopisany)               | 443              | –                | –                  | –                  | –               | –               | – | – |
| Tulsi Gabbard (dopisana)           | 369              | –                | –                  | –                  | –               | –               | – | – |
| Joe Biden (dopisany)               | 330              | –                | –                  | –                  | –               | –               | – | – |
| Adam Nicholas Paul (dopisany)      | 246              | –                | –                  | –                  | –               | –               | – | – |
| Tom Steyer (dopisany)              | 191              | –                | –                  | –                  | –               | –               | – | – |
| Andrew Yang (dopisany)             | 162              | –                | –                  | –                  | –               | –               | – | – |
| Elizabeth Warren (dopisana)        | 157              | –                | –                  | –                  | –               | –               | – | – |
| Michael Bennet (dopisany)          | 17               | –                | –                  | –                  | –               | –               | – | – |
| Denis C. Grasska (dopisany)        | 17               | –                | –                  | –                  | –               | –               | – | – |
| Rocky De La Fuente (dopisany)      | 17               | –                | –                  | –                  | –               | –               | – | – |
| Richard Mayers (dopisany)          | 11               | –                | –                  | –                  | –               | –               | – | – |
| Deval Patrick (dopisany)           | 10               | –                | –                  | –                  | –               | –               | – | – |
| Robert Lee Manning, Jr. (dopisany) | 6                | –                | –                  | –                  | –               | –               | – | – |
| Marianne Williamson (dopisana)     | 3                | –                | –                  | –                  | –               | –               | – | – |
| Cory Booker (dopisany)             | 1                | –                | –                  | –                  | –               | –               | – | – |
| Steve Burke (dopisany)             | 1                | –                | –                  | –                  | –               | –               | – | – |
| Julián Castro (dopisany)           | 1                | –                | –                  | –                  | –               | –               | – | – |
| Tom Koos (dopisany)                | 1                | –                | –                  | –                  | –               | –               | – | – |